# Hafenbahn Halle-Trotha
Hafenbahn Halle-Trotha – kolej portowa działająca w Halle (Saale), w kraju związkowym Saksonia-Anhalt, w Niemczech. Łączy linię kolejową Halle – Vienenburg na stacji Halle-Trotha z portem w Halle i lokalnym centrum transportu towarowego lub terminalem kontenerowym.